# 護命
護命（ごみょう、天平勝宝2年（750年）- 承和元年9月11日（834年10月20日））は、奈良時代末から平安時代前期にかけての法相宗の僧。俗姓は秦氏。小塔院僧正とも呼ばれる。美濃国各務郡の出身。奈良市西新屋町45番地、史跡「元興寺小塔院」に墓が残っている。
日本における法相教学の大成者で、元興寺の法相宗が興福寺の法相宗に上回る原動力となった。著作に天長六本宗書の一つ『大乗法相研神章』5巻などがある。比叡山の最澄による天台戒壇独立運動には僧綱の上首として反対した。一方で真言宗の空海とは親交があり、空海から80歳を祝う詩（『性霊集』巻十所収）を贈られている。

## 経歴
- 天平宝字3年（759年）、10歳のとき美濃国分寺の道興に師事。
- 天平宝字8年（764年）、15歳のとき奈良元興寺の万耀に師事。吉野山で苦行する。
- 天平神護2年（766年）、17歳で得度。元興寺の勝虞（勝悟）[1]に法相宗を学ぶ。月の前半は深山で虚空蔵法を修し、後半は元興寺で宗学の研鑽を積む生活。
- 大同元年（806年）、一説にこの年、律師に任ぜられる。[2]
- 弘仁6年（815年）、少僧都に抜擢される。
- 弘仁7年（816年）、大僧都に任ぜられる。
- 弘仁10年（819年）、護命以下の僧綱が連署して最澄の大乗戒壇設立構想への反対を上表。
- 弘仁14年（823年）、大僧都職を辞し山林に隠棲することを上表。僧綱を代表して反対してきた大乗戒壇設立に、前年勅許が下されたことによるとみられる。辞職は不許可となるが山田寺に隠棲。
- 天長3年（826年）、淳和天皇から西寺での桓武天皇追善供養の講師として招請される。
- 天長4年（827年）、僧正に任ぜられる。
- 天長7年（830年）、勅命により『大乗法相研神章』5巻を撰上。
- 承和元年（834年）9月11日、元興寺小塔院で入滅。享年85。